# Avrămești
Avrămești es una comuna ubicada en el distrito de Harghita, Rumania.

## Superficie
Cuenta con una superficie de 58,14 kilómetros cuadrados.

## Demografía
Hasta 2021 la población era de 2324 habitantes, con una densidad de población de 39,97 habitantes por kilómetro cuadrado.